# Neoconocephalus bivocatus
Neoconocephalus bivocatus är en insektsart som beskrevs av Walker, T.J., Whitesell och R.D. Alexander 1973. Neoconocephalus bivocatus ingår i släktet Neoconocephalus och familjen vårtbitare. Inga underarter finns listade i Catalogue of Life.